# 오산 KCC스위첸
오산 KCC스위첸(영어:  Osan KCC Swizen)은 대한민국 경기도 오산시 갈곶동에 위치한 아파트 단지이다. 2010년에 완공하였다. 7개동, 408세대이다.